# Deirdre Lovejoy
Deirdre Lovejoy (ur. 30 czerwca 1962 w Abilene) – amerykańska aktorka. Występowała w serialu telewizyjnym stacji HBO Prawo ulicy jako Rhonda Pearlman.

## Filmografia[2][3]

### Film
| Rok  | Tytuł                         | Rola                 | Uwagi                |
| ---- | ----------------------------- | -------------------- | -------------------- |
| 1996 | Rescuing Desire               | sprzedawca księgarni |                      |
| 1998 | Number One                    | Jean                 | film krótkometrażowy |
| 1998 | Kwaśne winogrona              | Nurse Wells          |                      |
| 1999 | Zagubione serca               | Officer Isabel       |                      |
| 1999 | Utalentowany pan Ripley       | sąsiadka             |                      |
| 2000 | Shaft                         | policjantka          |                      |
| 2001 | My Sister's Wedding           | Beverly Modina       |                      |
| 2001 | Trzynaście rozmów o tym samym | Nauczyciel -student  |                      |
| 2006 | Step Up                       | Katherine Clark      |                      |
| 2009 | Gloria & Eric                 | Gloria               | film krótkometrażowy |
| 2009 | Ojczym                        | Detective Tylar      |                      |
| 2011 | Zła kobieta                   | mama Sasha           |                      |
| 2013 | Killing Vivian                | Toaster              | film krótkometrażowy |
| 2013 | Lionhead                      | Detektyw Lundgren    |                      |
| 2014 | Thirsty                       | Doris Townsend       | postprodukcja        |

### Seriale telewizyjne
| Lata      | Tytuł                               | Rola                                   | Uwagi                                                            |
| --------- | ----------------------------------- | -------------------------------------- | ---------------------------------------------------------------- |
| 1990      | The Kennedys of Massachusetts       | Rosemary Kennedy                       |                                                                  |
| 1994      | Prawo i porządek                    | Judith Crockit                         | Odcinek „Virtue”                                                 |
| 1997      | Prawo i porządek                    | CSU technik                            | Odcinek: „Thrill”                                                |
| 1998      | Kroniki Seinfelda                   | klient #3                              | Odcinek: „The Dealership”                                        |
| 1999      | Trinity                             | Karen Sealey                           | Odcinek: „Breaking In, Breaking Out, Breaking Up, Breaking Down” |
| 1999–2000 | Spin City                           | reporter                               | 3 odcinki                                                        |
| 2000–2001 | Prawo i porządek: sekcja specjalna  | Hernandez                              | 2 odcinki                                                        |
| 2001      | Ed                                  | Ms. Diamond                            | Odcinek: „Closure”                                               |
| 2002      | Bez śladu                           | Mrs. Peterson                          | Odcinek: „In Extremis”                                           |
| 2002–2008 | Prawo ulicy                         | Asst. State's Attorney Rhonda Pearlman | 60 odcinków                                                      |
| 2002      | Prawo i porządek: Zbrodniczy zamiar | Penny Halliwell                        | Odcinek: „Malignant”                                             |
| 2003      | Życie przede wszystkim              | Taylor                                 | Odcinek: „Orders”                                                |
| 2003      | Dotyk anioła                        | Courtney                               | Odcinek: „A Time for Every Purpose”                              |
| 2003      | Król koki                           | Unknown                                | Odcinek: „Black Magic Woman”                                     |
| 2003      | The Lyon’s Den                      | Ms. Easton                             | Episode: „The Fifth”                                             |
| 2003      | Potyczki Amy                        | State Attorney                         | Odcinek: „The Long Goodbye”                                      |
| 2004      | Nowojorscy gliniarze                | Michelle Foster                        | Odcinek: „Chatty Chatty Bang Bang”                               |
| 2004      | Prezydencki poker                   | Lisa Wolfe                             | 2 odcinki                                                        |
| 2005      | Bez skazy                           | Allie Tedesco                          | Odcinek: „Hannah Tedesco”                                        |
| 2006      | Podkomisarz Brenda Johnson          | Melissa Langner                        | Odcinek: „Heroic Measures”                                       |
| 2006      | Wzór                                | Daria Samson                           | Odcinek: „Waste Not”                                             |
| 2006–2007 | Krok od domu                        | Ellen Porter                           | 2 odcinki                                                        |
| 2007      | Dowody zbrodni                      | Regie Kunze                            | Odcinki: „Justice”                                               |
| 2008      | Under                               | Detektyw Cavanaugh                     |                                                                  |
| 2008      | Shark                               | Monica Wells                           | Odcinek: „One Hit Wonder”                                        |
| 2008      | Prawo i porządek: sekcja specjalna  | Penelope Fielding                      | Odcinek: „Cold”                                                  |
| 2008      | Eli Stone                           | A.D.A. Samantha Jarrells               | 2 odcinki                                                        |
| 2009      | Magia kłamstwa                      | Holly Sando                            | Odcinek: „Unchained”                                             |
| 2009      | Ocalić Grace                        | Linda Hall                             | Odcinek: „What Would You Do?”                                    |
| 2009      | Prawo i porządek: Zbrodniczy zamiar | Carmen Martino                         | Odcinek: „Revolution”                                            |
| 2009      | Bezimienni                          | Zoe Jenks                              | Odcinek: „Pilot”                                                 |
| 2009      | Medium                              | Dr. Messner                            | 2 odcinki                                                        |
| 2009–2011 | Kości                               | Heather Taffet                         | 3 odcinki                                                        |
| 2010      | Outlaw                              | Karen Rukheyser                        | Odcinek: „In Re: Officer Daniel Hale”                            |
| 2011      | Zabójcze umysły                     | Agent Bates                            | Odcinek: „The Thirteenth Step”                                   |
| 2011      | Bracia i siostry                    | Marissa Crandall                       | Odcinek: „Father Unknown”                                        |
| 2011      | The Protector                       | nieznana osoba                         | Odcinek: „Affairs”                                               |
| 2012      | Anatomia prawdy                     | Jeannie Morris                         | 2 odcinki                                                        |
| 2012      | Prywatna praktyka                   |                                        | Odcinek: „Apron Strings”                                         |
| 2013      | American Horror Story: Asylum       | Lana's host                            | Odcinek: „Continuum”                                             |
| 2014      | Dziewczyny                          | ciocia Margo                           | Odcinek: „Flo”                                                   |
| 2014      | Orange Is the New Black             | Chris Maser                            | 2 odcinki                                                        |